# هانا نيلسن
هانا نيلسن (بالإنجليزية: Hannah Nielsen)‏ هي لاعبة اللاكروس أمريكية، ولدت في ديسمبر 1987 في أديلايد في أستراليا.